# Петин, Гавриил Алексеевич
Гавриил Алексеевич Петин (12 апреля 1909 года, Абрамовка — 7 ноября 1947 года, Оренбург) — выдающийся оренбургский скульптор, член Союза художников СССР (1942). Об этом человеке писали «Правда», «Известия», «Красная звезда», местная «Чкаловская коммуна». Улицы, скверы и парки Оренбурга (Чкалова) украшали выполненные им памятники, фасады многих домов несли созданные им барельефы и скульптурные композиции.

## Биография
Родился Гавриил в селе Абрамовка (ныне — Переволоцкий район Оренбургской области) в многодетной бедной семье. Отец Алексей Семёнович рано ушёл из жизни. Мать осталась одна с 4 детьми. С 10 лет Гавриил ходил на заработки и помогал семье. Сначала устроился сапожником, а через 7 лет поступил на изучение строительства.
В 1930 г. Гавриил закончил школу строительных десятников (десятник — руководитель партии рабочих). В 1929—1931 гг. он «состоял бетонщиком при государственной строительной конторе», строил зерносовхоз Караванный, как десятник «работал на постройке при станции Губерля». В его характеристике того времени записано: «В продвижении работы принимал горячее участие, не имея ни одного прогула, к рабочим относился хорошо, не имея с ними конфликтов».
С 1936 года состоял в скульптурно-лепочном производстве в системе Госместпрома. В 1937 привлекался к отделке Дома Советов в качестве лепщика. Одна из его композиций украшает сценическую арку этого здания.
В мае 1937 года участвовал в городской выставке, а осенью городской комитет по делам искусств направил пять его работ на Всесоюзную выставку самодеятельного искусства, организованную в Москве к 25-летию Великого Октября. В 1938 году Г. А. Петина вызывают в Москву во Всесоюзный дом народного творчества им. Н. К. Крупской на шестидневный творческий семинар по подготовке к Всесоюзной выставке «Ленин и Сталин в народном изобразительном искусстве».
В годы войны Гавриил Петин продолжает творить. В 1942 году он становится членом Союза художников СССР. За свой творческий труд в годы войны 14 мая 1946 года Гавриил Алексеевич Петин был награжден медалью «За доблестный труд в Великой Отечественной войне 1941—1945 гг.».
В 1946 году Г. А. Петин лепит портрет дважды Героя Советского Союза, генерал-лейтенанта Александра Ильича Родимцева, и создает трехфигурную скульптуру «Партизаны», которую установили в Бузулуке. Весной 1947 года Гавриил Алексеевич подает заявку на конкурс на создание памятника Валерию Чкалову. Его заявка выиграла конкурс, но создать памятник он уже не сумел.
Жизнь Гавриила Петина трагически оборвалась. 6 ноября 1947 года он получает смертельное ранение от рук грабителей, и 7 ноября скончался. Похоронен в Оренбурге на старом православном кладбище.
Его дело продолжила дочь Надежда, автор многочисленных замечательных скульптур, украсивших город Оренбург.

## Творчество
В довоенном Чкалове (Оренбурге) было установлено два совершенно одинаковых памятника — «Сталин и Ворошилов на Царицынском фронте». Один стоял в Зауральной роще на низком пьедестале. Второй располагался в начале Паркового проспекта (тогда — проспекта Сталина) и стоял на пьедестале, выполненном в виде скалы. Эта работа была удостоена премии и широко репродуцировалась в стране. Двухметровая фигура Сталина стояла в Краеведческом музее. Памятники утрачены в период борьбы с культом личности И. В. Сталина.
20 апреля 1941 г. газета «Советское искусство» опубликовало репродукцию работы Г. А. Петина «За нашу победу!». Работа эта — переработанный вариант композиции «На сопке Заозерной», посвященной событиям на озере Хасан. Следующим большим проектом скульптора стала трехфигурная композиция «Воля к победе», показанная в 1942 г. на выставке «Русский народ в борьбе за Родину».
Бюст генерал-лейтенанта Александра Ильича Родимцева установлен на его родине в Шарлыке. Трехфигурная скульптура «Партизаны» установлена на братской могиле красногвардейцев в парке клуба «Железнодорожник» возле железнодорожного вокзала в Бузулуке. Оба этих памятника являются сейчас объектами культурного наследия регионального значения. Вторая композиция «Партизаны» украшала фасад построенного в 1947 году в Оренбурге клуба им. Павших борцов революции (ул. Магнитогорская 80), сейчас утрачена.

## Память
Гавриил Алексеевич Петин был похоронен на городском кладбище на улице Челябинской (ныне — проспект Победы). Слева от его могилы находится могила Марии Зотовны Петиной (1870—1947) — матери скульптора. Надгробный памятник состоит из двух плит серого гранита. На верхней плите выбиты надписи: «Скульптор Петин Гаврил Алексеевич 1909—1947» и «Незабвенному от любящих». В верхней части гранитной плиты установлен горельеф Г. А. Петина. Могила включена в перечень объектов культурного наследия Оренбурга.
15 декабря 2021 года в Оренбурге открылся Музей скульптуры имени Петиных. Музей располагается в доме семьи Петиных, построенном при участии Гавриила Петина в 1940 году. В залах музея представлены семейные вещи Петиных, скульптуры из фондов музея изобразительных искусств.